# Campeonato de las Antillas Francesas
El Campeonato de las Antillas Francesas es un campeonato de fútbol organizado por la FFF el cual enfrenta a los dos primeros equipos de la División de Honor de Guadalupe y a los dos primeros del Campeonato Nacional de Martinica.
A partir de 2018 empezaron a participar clubes de Guayana Francesa por primera vez.

## Equipos participantes
Todas las ligas juegan un play-off entre los cuatro primeros de sus respectivas ligas. La liga del campeón vigente solo juega las semifinales, y clasifica dos equipos a la fase final en la que participan 4 equipos.
| Ligas participantes                                          | Clubes   |
| ------------------------------------------------------------ | -------- |
| División de Honor de Guadalupe                               | 1 equipo |
| Campeonato Nacional de Martinica                             | 1 equipo |
| Campeonato Nacional de la Guayana Francesa (2018 - presente) | 1 equipo |

## Campeones por año

### Copa del Protectorado
| Año  | Campeón        | Resultado | Subcampeón     | Ida   | Vuelta |
| ---- | -------------- | --------- | -------------- | ----- | ------ |
| 1952 | Red Star       | 2 - 1     | Golden Star    |       |        |
| 1954 | Arsenal        |           |                |       |        |
| 1955 | CS Moulien     |           |                |       |        |
| 1956 | Golden Star    |           |                |       |        |
| 1957 | JS Capesterre  |           |                |       |        |
| 1958 | Golden Star    |           |                |       |        |
| 1959 | Golden Star    |           |                |       |        |
| 1962 | JS Capesterre  | 3 - 1     | Golden Star    |       |        |
| 1964 | JS Capesterre  |           |                |       |        |
| 1976 | Juventus SA    | 2 - 1     | Golden Star    | 1 - 1 | 1 -0   |
| 1977 | FC Renaissance | 2 - 1     | La Gauloise    | 2 - 1 | 0 - 0  |
| 1979 | Juventus SA    | 3 - 0     | FC Renaissance | 1 - 0 | 2 - 0  |
| 1980 | La Gauloise    | 4 - 3     | L'Etoile       | 2 - 2 | 2 - 1  |

### Liga Combinada
| Temporada | Campeón          | Resultado | Subcampeón         |
| --------- | ---------------- | --------- | ------------------ |
| 1996-97   | Club Franciscain | Liga      | Aiglon du Lamentin |

### Copa de las Antillas
| Año     | Campeón            | Resultado        | Subcampeón        |
| ------- | ------------------ | ---------------- | ----------------- |
| 2004    | Club Franciscain   | 2 - 2 (5 - 4 p.) | AS Gosier         |
| 2005    | Club Franciscain   | 1 - 0            | RC Rivière-Pilote |
| 2005-06 | RC Rivière-Pilote  | 3 - 0            | Club Franciscain  |
| 2007    | Club Franciscain   | 3 - 0            | RC Rivière-Pilote |
| 2008    | Club Franciscain   | 3 - 1            | Samaritaine       |
| 2009    | Samaritaine        | 2 - 2 (7 - 6 p.) | CS Moulien        |
| 2010    | Club Franciscain   | 3 - 1            | L'Etoile          |
| 2011    | Aiglon du Lamentin | 0 - 0 (5 - 4 p.) | L'Etoile          |
| 2012    | Club Colonial      | 2 - 1            | Amical Club       |
| 2013    | RC Rivière-Pilote  | 1 - 0            | L'Etoile          |
| 2014    | CS Moulien         | 2 - 1            | RC Rivière-Pilote |
| 2015    | RC Rivière-Pilote  | 2 - 0            | CS Moulien        |
| 2016    | CS Moulien         | 1 - 0            | Club Franciscain  |
| 2017    | Golden Lion F. C.  | 4 - 1            | US Baie-Mahault   |
| 2018    | Golden Lion F. C.  | 6 - 1            | ASC Le Geldar     |
| 2019    | ASC Le Geldar      | 2 - 2 (5 - 4 p.) | Golden Lion F. C. |

## Títulos por club
| Equipo             | Campeón | Finalista | Campeonatos                           | Finales                |
| ------------------ | ------- | --------- | ------------------------------------- | ---------------------- |
| Club Franciscain   | 6       | 2         | 1996-97, 2004, 2005, 2007, 2008, 2010 | 2005-06, 2016          |
| RC Rivière-Pilote  | 3       | 3         | 2005-06, 2013, 2015                   | 2005, 2007, 2014       |
| Golden Star        | 3       | 3         | 1956, 1958, 1959                      | 1952, 1962, 1976       |
| CS Moulien         | 3       | 2         | 1955, 2014, 2016                      | 2009, 2015             |
| JS Capesterre      | 3       |           | 1957, 1962, 1964                      |                        |
| Golden Lion F. C.  | 2       | 1         | 2017, 2018                            | 2019                   |
| Juventus SA        | 2       |           | 1976, 1979                            |                        |
| ASC Le Geldar      | 1       | 1         | 2019                                  | 2018                   |
| Aiglon du Lamentin | 1       | 1         | 2011                                  |                        |
| Samaritaine        | 1       | 1         | 2009                                  | 2008                   |
| La Gauloise        | 1       | 1         | 1980                                  | 1977,                  |
| FC Renaissance     | 1       | 1         | 1977                                  | 1999                   |
| Club Colonial      | 1       |           | 2012                                  |                        |
| Arsenal            | 1       |           | 1954                                  |                        |
| Red Star           | 1       |           | 1952                                  |                        |
| L'Etoile           |         | 4         |                                       | 1980, 2010, 2011, 2013 |
| Amical Club        |         | 1         |                                       | 2012                   |
| AS Gosier          |         | 1         |                                       | 2004                   |
| US Baie-Mahault    |         | 1         |                                       | 2017                   |

## Títulos por territorio de ultramar
| Territorio de ultramar | Campeones | Finalistas |
| ---------------------- | --------- | ---------- |
| Martinica              | 18        | 12         |
| Guadalupe              | 11        | 10         |
| Guayana Francesa       | 1         | 1          |